# Challenger de Skopje 2023
El torneo Macedonian Open 2023 fue un torneo de tenis perteneció al ATP Challenger Tour 2023 en la categoría Challenger 75. Se trató de la 1ª edición; el torneo tuvo lugar en la ciudad de Skopje (Macedonia del norte), desde el 22 hasta el 27 de mayo de 2023 sobre pista de tierra batida al aire libre.

## Jugadores participantes del cuadro de individuales
| Favorito | País                 | Jugador                      | Rank1 | Posición en el torneo |
| -------- | -------------------- | ---------------------------- | ----- | --------------------- |
| 1        | Bandera de Túnez     | Aziz Dougaz                  | 232   | Cuartos de final      |
| 2        | Bandera vacío        | Evgeny Donskoy               | 242   | Semifinales           |
| 3        | Bandera de Brasil    | Matheus Pucinelli de Almeida | 246   | Primera ronda         |
| 4        | Bandera de Suecia    | Dragoș Mădăraș               | 248   | Semifinales           |
| 5        | Bandera de Argentina | Francisco Comesaña           | 252   | FINAL                 |
| 6        | Bandera de Argentina | Román Andrés Burruchaga      | 253   | Segunda ronda         |
| 7        | Bandera de Líbano    | Benjamin Hassan              | 261   | Primera ronda         |
| 8        | Bandera de Serbia    | Miljan Zekić                 | 266   | Primera ronda, retiro |

- 1 Se ha tomado en cuenta el ranking del 8 de mayo de 2023.

### Otros participantes
Los siguientes jugadores recibieron una invitación (wild card), por lo tanto ingresan directamente al cuadro principal (WC):
- Kalin Ivanovski
- Andrew Paulson
- Mili Poljičak

Los siguientes jugadores ingresan al cuadro principal tras disputar el cuadro clasificatorio (Q):
- Karol Drzewiecki
- Maks Kaśnikowski
- Wilson Leite
- Sumit Nagal
- Máté Valkusz
- Alexander Weis

## Campeones

### Individual Masculino
- Máté Valkusz derrotó en la final a  Francisco Comesaña, 6–3, 6–4

### Dobles Masculino
- Petr Nouza /  Andrew Paulson derrotaron en la final a  Sriram Balaji /  Jeevan Nedunchezhiyan, 7–6(5), 6–3